# 吉村巌
吉村巌（よしむら いわお、1900年 - 1970年）は、日本の造園家。金剛山公園計画第1回計画（上原敬二らと、1930年）、景勝地経営論序説（1928年発表、造園芸術,pp.36-37,日本造園学会）、佐世保市観光施設計画・西海国立公園候補地自然公園計画調査参加（1953年、田村剛, 加藤誠平, 舘粲児らと）などから、観光造園家と呼ばれた人物だが、園芸に関する著書も多数残している。渾名はガンさん。東京高等造園学校出身。大正15年に卒業している。
卒業後、横浜市で造園設計事務所の庭園創作所を創設の他、上原敬二の下に所属し造園実務に従事していた。その後茨城県や滋賀県などに勤務。1943年（昭和18年）から1944年（昭和19年）までは、中島飛行機三鷹研究所営繕課に勤務。
戦後は再び造園設計事務所を開設。
1962年に立石の造形的研究によって学位取得。
造園作品も多数のこし、旺文社中庭他一連の造園設計で日本造園学会賞受賞。その他代表作に、あわら温泉べにや（福井県）庭園がある。

## 主な著書
- 四季・食用茸の培養（1934年）
- 造園設計の実際 （明文堂、1934年）
- 四季趣味の風流園芸（明文堂、1934年）
- 國立公園（編輯、厚生省體力局國立公園協會）
- 図説日本庭園大鑑 : 附日本庭園古書籍集（1935年、文書堂）
- 趣味の野菜園藝（1937年 清水書房）
- 景勝地経営と観光事業 （文書堂、1935年)
- 趣味の盆栽仕立方（明文堂、1935年)
- 庭造百題（1936年）
- 住宅庭園 (朝倉書店、1956年)
- たのしい庭 (1957年 ASIN: B000JAWY50）
- 日本庭園 (朝倉書店、1959年)
- 庭木 (深谷光軌と 朝倉書店 1961年）
- 小庭園（カラーブックス　保育社、1963年）
- 家庭園芸 : 花づくり庭づくり小百科（共著、鶴書房、1969年）